# 1899 (телесеріал)
«1899» — німецький багатомовний серіал в жанрі містики, жахів і наукової фантастики, створений Янт'є Фрізе та Бараном бо Одаром, прем'єра якого відбулася 17 листопада 2022 року на «Netflix». В січні 2023 «Netflix» закрив телесеріал після першого сезону.

## Синопсис
Екіпаж та пасажири пароплава «Цербер» пливуть із Лондона до Нью-Йорка восени 1899 року. Під час плавання «Цербер» виявляє корабель «Прометей» тієї ж моделі, що зник кілька місяців тому. На його борту не виявляється нікого, крім німого хлопчика. Капітан має таємний наказ знищити «Прометей», але вирішує цього не робити. Невдовзі на його кораблі починаються незбагненні події.

## У ролях

### Головні
- Емілі Бічем — Мора Генрієтт Франклін/Сінглтон, невролог та одна з перших жінок-лікарів у Великій Британії, яка сама подорожує до Америки за викликом від брата Кірана.
- Анайрін Барнард — Деніел, таємничий чоловік, який проник на борт «Цербера».
- Андреас Пічман — Айк Ларсен, капітан корабля.
- Мігель Бернардо — Анхель, багатий іспанець, який подорожує з Раміро.
- Хосе Піментао — Раміро, удаваний священник-португалець, який подорожує з Анхелем.
- Ізабелла Вей — Лінґ Ї, таємнича молода жінка з Китаю, яка подорожує з Юк Є.
- Габбі Вонг — Юк Є, жінка середнього віку з Китаю, яка подорожує з Лінґ Ї.
- Мацей Мусял — Олек, польський кочегар, який їде до Нью-Йорка.
- Антон Лессер — Генрі Сінглтон, британський інвестор і батько Мори.
- Лукас Лінггаард Тоннесен — Крестер, молодий данець із таємничим шрамом на обличчі
- Розалі Крейг — Вірджинія Вілсон, комунікабельна багата британка.
- Клара Розагер — Туве, молода вагітна жінка з Данії, яка подорожує до Нью-Йорка зі своєю родиною.
- Марія Ерволтер — Ібен, релігійна данка, яка подорожує зі своїм чоловіком Анкером і дітьми, яка нібито чує голос Бога.
- Олександр Віллауме — Анкер, релігійний данець, який збирається до Нью-Йорка зі своєю дружиною Ібен, сином Крестером і доньками Туве й Адою.
- Ян Гаель — Жером, французький безквитковий пасажир.
- Матильда Олів'є — Клеманс, молода жінка з паризької еліти, у супроводі свого нового чоловіка Люсьєна.
- Йонас Блоке — Люсьєн, парижанин вищого класу та колишній лейтенант Французького іноземного легіону, нещодавно одружений з Клеманс.
- Ффлін Едвардс — Елліот, він же «хлопчик», таємничий німий хлопчик, знайдений за незвичайних обставин, який стає підопічним Мори.
- Тіно Мьюз — Себастьян, перший помічник на судні «Цербер».
- Ісаак Дентлер — Франц, права рука капітана.

### Другорядні
- Віда Сьорслев — Ада, молодша сестра Крестера і Туве.
- Олександр Оуен — Лендон, кочегар і друг Даррела.
- Бен Ашенден — Даррел, кочегар і друг Лендона.
- Річард Гоуп — доктор Реджинальд Мюррей, хамовитий британський лікар.
- Джошуа Джако Зеленбіндер — Ойген, офіцер «Цербера».
- Ніклас Майеншайн — Вільгельм, член екіпажу «Цербера».
- Йонас Альфред Біркіссон — Ейнар.
- Гайді Тойні — Бенте.

### Запрошені актори
- Кло Генріх — Ніна Ларсен.
- Александра Готшліх — Сара Ларсен.
- Каджа Чан — Мей Мей.

## Український дубляж
Серіал дубльовано студією «Le Doyen Studio» на замовлення компанії «Netflix» у 2022 році. Режисер дубляжу — Павло Скороходько. Менеджер проєкту — Аліна Гаєвська.
- Юлія Перенчук — Мора
- Іван Розін — Айк
- Андрій Федінчик — Деніел
- Юрій Висоцький — Генрі
- Алекс Степаненко — Елліот
- Анна Павленко — Клеманс
- Дмитро Сова — Люсьєн
- Денис Жупник — Жером
- Володимир Гурін — Олек
- Людмила Ардельян — Вірджинія
- Анастасія Павленко — Лінґ Ї
- Олена Бліннікова — Юк Є
- Євгеній Лісничий — Анхель
- Роман Молодій — Раміро
- Аліса Балан — Тове
- Сергій Солопай — Франц
- Вячеслав Хостікоєв — Крестер
- Олена Узлюк — Ібен
- Володимир Кокотунов — Анкер
- Петро Сова — Себастьян
- Едуард Кіхтенко — Вільгельм
- Валерія Мялковська — Ада

А також: Максим Кондратюк, Володимир Заєць, Олександр Голованов, В'ячеслав Дудко, Роман Солошенко, Павло Голов, Аліна Проценко, Ілона Бойко, Вікторія Бакун, Альона Якименко, Олександр Чернов, Олександр Солодкий, Юлія Угрин (серія 2), Володимир Плахов (серії 3, 4, 5), Андрій Альохін (серія 6), Катерина Буцька (серія 7).

## Список серій
| № серії | Назва серії | Режисер(и)    | Сценарист(и)                              | Оригінальна дата виходу |
| --- | ----------- | ------------- | ----------------------------------------- | ----------------------- |
| 1 | «Корабель»  | Баран бо Одар | Янт'є Фрізе                               | 17 листопада 2022       |
| 19 жовтня 1899 року пароплав «Цербер» прямує з Англії до Нью-Йорка. Чотири місяці тому корабель ідентичного дизайну «Прометей» безслідно зник на тому ж маршруті. Лікарка Мора пливе до Нью-Йорка за викликом від свого брата Кірана, який просить зустрітися, бо дізнався якусь похмуру таємницю про їхнього батька. Мору переслідують сни, в яких вона намагається втекти з божевільні. Зранку, коли багато пасажирів першого класу снідають, до бенкетної зали вривається пасажир третього класу Крестер і благає допомогти його вагітній сестрі Туве. Франц викидає Крестера з зали, але Мора слідує за Крестером у третій клас, де виправляє заплутану пуповину Туве. Капітан «Цербера» Айк застерігає дотримуватися правил корабля. Колишній французький військовий Люсьєн і його дружина Клеманс мають проблеми з інтимною близькістю, що призводить до з'ясування стосунків. Отримавши повідомлення лише про набір координат, імовірно від «Прометея», Айк вирішує змінити курс «Цербера», попри незадоволення багатьох пасажирів. «Прометей» виглядає покинутим. Айк разом з Морою, Раміро, Олеком і Жеромом висаджується на борт «Прометея». В цей час таємничий чоловік вилазить на палубу «Цербера» і заходить в каюту поруч із каютою Мори. Телеграф «Прометея» виявляється пошкодженим, тому не зрозуміло яким чином повідомлення було надіслане. Мора слідує за жуком-скарабеєм до шафи, де виявляє хлопчика, який не розмовляє і тримає чорну пірамідку. |             |               |                                           |                         |
| 2 | «Хлопчик»   | Баран бо Одар | Янт'є Фрізе & Даріо Мадрона Лопес Гальєго | 17 листопада 2022       |
| Айк отримує повідомлення від судноплавної компанії: «Затопіть корабель». Мора дає хлопчику прихисток у своїй каюті. Вона виявляє у нього каблучку і символ перевернутого трикутника з горизонтальною лінією за лівим вухом. Таємничий чоловік представляється Морі як Деніел. Анхель дає Крестеру жерстяний портсигар. Жером вривається в каюту Люсьєна і Клеманс і залишає орден Почесного легіону. Айк бачить у мареннях свою дружину та дочок, які загинули під час пожежі кілька років тому. Прокинувшись, він виявляє, що під ліжком у його каюті існує тунель. Туве знаходить у Крестера жерстяний портсигар і, демонструючи незадоволення, повертає його Анхелю. Анхель і Раміро сваряться, а потім кохаються. Жером виявляється безбілетником. Мора показує хлопчикові, що в братовому листі є такий же символ, як на його тілі. Айк вирішує відбуксирувати «Прометей» назад до Європи, що спричиняє осуд багатьох пасажирів і екіпажу. Айк зізнається Морі, що його теж привів на «Цербера» таємничий лист. Сестру Крестера Аду знаходять мертвою після того, як вона слідує за жуком-скарабеєм і зустрічає Деніеля. В іншому місці хтось стежить за пасажирами корабля крізь екрани. |             |               |                                           |                         |
| 3 | «Туман»     | Баран бо Одар | Янт'є Фрізе та Емма Ко                    | 17 листопада 2022       |
| Причину смерті Ади встановити не вдалося. «Цербер» потрапляє в густий туман, тому Айк наказує спинити корабель і дочекатися, поки туман розсіється. Айк і Мора повертаються на «Прометей», щоб знайти бортовий журнал. Перший помічник Себастьян відкриває приховану панель і вводить послідовність із трикутників. Японка Лінґ Ї переховується від своєї матері, бо вирішила стати гейшею попри її волю. Вона згадує смерть своєї подруги, що спонукало її опинитися на кораблі. Олек знаходить Лінґ Ї і втішає її. Попри наказ Айка зберігати смерть Ади в таємниці, Франц дозволяє її сестрі Туве забрати тіло. Крестер робить Анхелю ручну стимуляцію. Деніел заходить в каюту Мори та зустрічає там хлопчика. На «Прометеї» Айк і Мора виявляють, що трикутник є логотипом судноплавної компанії обох кораблів. На «Цербері» починають знаходити тіла інших загиблих. Айк знаходить у топці «Прометея» якийсь документ і приховує це. Лінґ Ї розважає Люсьєна, хоча у нього стався напад після того, як Клеманс перешкодила йому прийняти ліки. Розлючений рішенням Айка повернутися до Європи та приховати смерть Ади, Франц озброює пасажирів третього класу та підбурює їх до заколоту. Олек намагається попередити про це Айка, але його замикають разом із Жеромом. Намір Раміро попередити капітана також провалюється. Деніел використовує пристрій, схожий на головоломку п'ятнашки, щоб телепортувати «Цербер». |             |               |                                           |                         |
| 4 | «Битва»     | Баран бо Одар | Янт'є Фрізе та Джером Бучан-Нельсон       | 17 листопада 2022       |
| Бунтівники спрямовують «Цербер» на захід, не знаючи про справжнє розташування корабля. Франц змушує Жерома та Олека викинути за борт тіла загиблих. Себастьян переконує матір Ади, Ібен, що це хлопчик винен у смерті її дочки. Потім Ібен обшукує каюту Мори, але хлопчика там не виявляється. Люсьєн знаходить орден і нападає на Клеманс, але вибачається і полишає каюту. Айк і Раміро тікають з полону. Мора виявляє, що під її ліжком існує тунель і що хлопчик сховався в ньому. Хлопчик використовує жука, щоб вивести Мору в безпечне місце. Олек відвертає увагу бунтівників, дозволяючи Жерому втекти. Крестер плює в обличчя Анхелю перед Ібен, але вона каже йому, що хотіла б, щоб Бог забрав його, а не Аду. Жером зустрічає Клеманс, і вони знаходять Айка та Раміро, пізніше до них приєднуються Мора та хлопчик. Разом вони намагаються спустити рятувальну шлюпку, але завдяки Крестеру їх знаходять бунтівники. Хлопчик сам здається, але Жером намагається втрутитися, і отримує кульове поранення. Жером згадує свою службу у французькому іноземному легіоні разом із Люсьєном. Коли Жером відхилив пропозицію Люсьєна дезертувати, Люсьєн замкнув Жерома за гратами, викрав форму мертвого офіцера та залишив орден Жерому. Айк і Жером збирають команду, щоб повернути контроль над кораблем. Під час бійки Ібен викидає хлопчика за борт. Айк закликає свою команду відступити. Він показує Морі документ з «Прометея», де написано, що вона була пасажиркою «Прометея». Хлопчик незбагненним чином знову з'являється в шафі. |             |               |                                           |                         |
| 5 | «Поклик»    | Баран бо Одар | Янт'є Фрізе та Джуліана Ліма Дене         | 17 листопада 2022       |
| Через огиду, викликану діями Ібен і Крестера, Туве переходить на бік капітана. Його прибічники, злякавшись хлопчика, замикають його у шафі. У Мору стріляють, коли вона намагається його звільнити, але час зупиняється, даючи нагоду Морі та хлопчику втекти. Коли хід часу відновлюється, з'являється невідомий цокіт годинника, який змушує більшість пасажирів корабля, включаючи Юк Є та Крестера, викинутися за борт. Хлопчик пише Морі записку з написом «Вони слухають», і шепоче їй, що якщо вона хоче отримати відповіді, їй потрібно «запитати Творця». Використовуючи жука, щоб відкрити прохід у тунелі, хлопчик відводить Мору до покинутої психіатричної лікарні. Деніел слідує за ним і обіцяє хлопчикові, що «Він» його не знайде. На «Цербер» надходить друге повідомлення «Затопіть корабель». Досліджуючи лікарню, Мора зустрічає свого батька Генрі. Вона запитує в нього про брата, але їй вколюють чорну речовину, після чого Мора прокидається на «Цербері». Мора зізнається Айку, що її батько є власником суднової компанії. Вона використовує жука, щоб відкрити прохід у тунелі в каюті Айка, який приводить до спаленого будинку. Деніел вимикає цокіт, і вцілілі перегруповуються. |             |               |                                           |                         |
| 6 | «Піраміда»  | Баран бо Одар | Янт'є Фрізе та Еміль Нігаард Альбертсен   | 17 листопада 2022       |
| Ті, хто вижив, виконують різні завдання: Мора та Айк шукають хлопчика; Раміро та Анкер залишаються на містку з Себастьяном; Анхель, Жером, Люсьєн, Олек, Лінґ Ї та Франц прямують до машинного відділення, щоб перезапустити двигун; а Вірджинія, Клеменс, Туве та Ібен шукають решту вцілілих. По кораблю поширюється чорна металева речовина. Туве бачить в галюцинаціях Крестера та Аду, а також спогади про її зґвалтування вельможею (через стосунки Крестера з сином вельможі) та про те, як вона вбила вельможу. Олек і Лінґ Ї вперше цілуються. Мора та Айк повертаються до лікарні, де знаходять стіни, схожі на корпус корабля. Вірджинія торкається чорної речовини і речовина розтікається по її руці. Себастьян телепортується з корабля та зустрічається з Генрі, який наказує йому знайти хлопчика. Коли двигун перезапускається, Деніел слідує за Морою та Айком. Він б'ється з капітаном, а потім телепортує його за допомогою свого пристрою. Деніел розповідає Морі, що вони були одружені 12 років тому, і що все навколо несправжнє. Мора замикає його в кімнаті та відбирає пристрій. Айк опиняється на «Прометеї», оточеному покинутими кораблями схожого дизайну. |             |               |                                           |                         |
| 7 | «Буря»      | Баран бо Одар | Янт'є Фрізе                               | 17 листопада 2022       |
| «Цербер» потрапляє у шторм. Люди з містка прямують до машинного відділення за допомогою. На півдорозі Ібен відмовляється йти за рештою, і Анкер залишається з нею. Олек і Лінґ Ї прямують до містка, щоб скерувати корабель. Франц і Туве вирушають задраїти перебірки. Деніел розбиває стіну та пролазить крізь ряд міжпросторових порталів. Мора по тунелю в кімнаті Деніела проникає до покинутого будинку, де бачить на фото себе з Деніелом і хлопчиком. Деніел знаходить хлопчика і обіцяє відновити пам'ять Мори, щоб вона могла «раз і назавжди припинити цю петлю». Хлопчик дає йому обручку. Потім Деніел знаходить Мору та пояснює їй, що хлопчик — це їхній син Елліот, а всі вони перебувають у симуляції і що Мора мусить знайти пристрій для призупинення симуляції. Мора виявляє у своєму медальйоні ключ. Люсьєн зазнає нападу, Клеманс і Жером біжать по ліки, але не встигають і Люсьєн помирає. Олек рятує Лінґ Ї від шторму, але його зносить хвилею. Анхель потрапляє під уламки й помирає на руках у Раміро. Франц жертвує собою, щоб врятувати Туве. Ібен і Анкер тонуть. Себастьян приводить Елліота до Генрі, котрий вимагає аби Мора дала йому ключ в обмін на її сина. «Цербер» поглинається виром і опиняється серед таких же кораблів, де пасажири знаходять Айка. |             |               |                                           |                         |
| 8 | «Ключ»      | Баран бо Одар | Янт'є Фрізе                               | 17 листопада 2022       |
| Мора, Айк, Жером, Клеманс, Раміро, Туве, Лінґ Ї та Вірджинія розуміють, що всі вони отримали листа, який спонукав їх сісти на борт «Цербера». Мора пояснює, що всі вони беруть участь у симуляції, організованій її батьком, але ніхто, крім Айка, в це не вірить. Мора проводить Айка крізь тунель у каюті Даніеля до його спогадів про їхню родину. Разом з Айком вона руйнує стіну та проходить скрізь низку порталів. Генрі вколює Елліоту білу речовину, розблоковуючи спогад, у якому Мора вколювала Елліоту чорну, незважаючи на те, що Даніель сказав їй «відпустити його». Деніел зламує симуляцію, спричинивши своїм пристроєм численні збої, які перебудовують корабель. Решта тих, хто вижив, рятуються від чорної металевої субстанції, яка швидко розповсюджується на кораблі, телепортуючись в сцени зі спогадами один одного, перш ніж знову опинитися на кораблі. Мора та Айк зустрічають Себастьяна в лікарні. Той нейтралізує Айка, а потім відводить Мору до Генрі та передає йому ключ. Генрі каже Морі, що це вона відповідальна за те, що всі застрягли в симуляції, і що вона є Творцем. Генрі вставляє ключ у пірамідку аби вийти з симуляції, та виявляється, що Деніел замінив функцію пірамідки. Симуляція перевантажується та переривається. Мора опиняється з Деніелом у дитячій кімнаті, де той каже, що симуляцією керує її брат Кіран. Деніел доручає Морі визволити інших із симуляції, вставляє обручку в пірамідку, Даніел каже Морі що він «завжди буде поруч». Мора прокидається на борту зорельота під назвою «Прометей». Навколо вона бачить решту пасажирів, під'єднаних до пристроїв віртуальної реальності в стані анабіозу. На комп'ютерному терміналі друкується інформація — «Проєкт „Прометей“. Місія виживання до 42.043240 -44.375760. Кількість пасажирів — 1423, екіпаж — 550, дата — 19 жовтня 2099 року». На терміналі з'являється повідомлення від Кірана: «Привіт сестро. Вітаю в реальності». |             |               |                                           |                         |

## Виробництво

### Розробка
3 листопада 2018 року було оголошено, що творці серіалу «Пітьма» Янтьє Фрізе і Баран бо Одар розробляють проєкт для Netflix у рамках їхньої загальної угоди щодо потокового сервісу. У липні 2020 року Бо Одар повідомив в Instagram, що Фріз завершила написання сценарію для пілотного епізоду.

### Кастинг
16 грудня 2020 року було оголошено, що на головну роль обрано Емілі Бічем. 2 травня 2021 року Анайрін Барнард, Андреас Пічман, Мігель Бернардо, Мацей Мусял, Антон Лессер, Лукас Лінгґаард Тоннесен, Розалі Крейг, Клара Розагер, Марія Ерволтер, Ян Гаель, Матільда Олів'є, Хосе Жоббі Веман, Ізбель Жобю Веман, Жонас Блоке, Ффлін Едвардс і Александре Віллаум приєдналися до акторського складу, причому кожен персонаж говорить рідною мовою акторів.

### Зйомки
Препродакшн серіалу офіційно розпочався 24 листопада 2020 року, коли відбулися тижневі тестові зйомки. Спочатку планувалося, що основні зйомки серіалу розпочнуться 1 лютого 2021 року, але їх відклали на 3 місяці. Вони офіційно розпочалися 3 травня 2021 року біля Берліна, Німеччина. Серіал знімали в Studio Babelsberg і новій віртуальній студії Volume, якою керує дочірня компанія Бо Одара і Фрізе Dark Bay. Зйомки також проходили в Лондоні, Велика Британія. Творча студія Framestore забезпечила візуальні ефекти для серіалу.

## Критика
На Rotten Tomatoes серіал отримав 84 % рейтингу схвалення на основі 19 оглядів із середнім рейтингом 7,20/10.  На Metacritic, який використовує середньозважену оцінку, серіал отримав 69 балів зі 100 на основі 11 відгуків критиків, що вказує на «загалом схвальні відгуки».
У «Collider» відгукнулися, що Фрізе та бо Одар вміло приховують інформацію для глядачів у найнесподіваніших місцях аби підігріти інтерес. І хоча «1899» вдалося побудувати головоломку, яка водночас вигадлива та зрозуміла, та вона не спонукає глядачів вболівати за майбутнє її найкращих героїв. Більша увага до особистостей персонажів допомогла б підняти «1899» із розважального, але в підсумку порожнього серіалу до шедевра телебачення.
Згідно з рецензією «Empire», історію про таємничий корабель вдало збагачує те, що більшість пасажирів мають ті чи інші темні таємниці та не бажають ділитися своїми справжніми причинами, чому вони потрапили на корабель. «Серед усіх цікавих подій і таємниць, загорнутих у загадки, є погляди що інтригують, на сексуальні безчинства, упередження та класовий конфлікт, що надає історії додаткової ваги».
За рецензією «Variety», персонажі «1899» діють як вмістилища для таємниць, які розкриваються тоді, коли це потрібно для розвитку сюжету. Вони представлені інтернаціональною командою акторів, утім їх важко відрізняти, оскільки емоції кожного актора проходять у вузькій гамі збентеження та/або гніву. Через це «Попри різноманітність мов, якими розмовляють, більшість діалогів, здається, просто заповнюють час між науково-фантастичними сюжетними махінаціями». Несподівані повороти сюжету не можуть компенсувати загальну понурість серіалу.